# Global Ukraine
Міжнародна громадська організація «Global Ukraine» — мережа молодих високоосвічених українських експатріантів. Організація створює комунікаційну платформу для українців із США, Канади, Австралії, Японії, країн ЄС, Азії та арабського світу. Ініціатором заснування організації Global Ukraine була Віолета Москалу.
Основні партнери — Фонд «Відродження», Інститут Кеннана та Фонд Богдана Гаврилишина.

## Форум Global Ukrainians
За підтримки Фонду Відродження 10-12 липня 2015 року у Києві пройшов форум «Глобалізація, виклики та нові можливості для України».
31 Жовтня 2015 9:00 в Києво-Могилянській бізнес-школі був проведений II форум Global Ukrainians.
15-16 липня 2016 у Києві відбудеться ІІІ Форум Global Ukrainians, який об’єднає українських експатів, лідерів бізнесу, культури, науки, міжнародних журналістів, делегатів від дипломатичних представництв іноземних держав в Україні, діячів соціальної сфери та громадських організацій.
Мета ІІІ Форуму Global Ukrainians - оформлення стратегічніх та практичних рекомендацій щодо підвищення еффективності Просування Інтересів України у Світі які будуть направлені до Уряду та профільних Міністерств (МЗС, Мінкультури, МЕРТ, МОН, Мін. Інформ. Політики), публічне обговорення результатів першого року діяльності мережі Global Ukrainians та розробка спільного плану дій на 2016-2017.
Global Ukrainians презентуватимуть першу спільну ініціативу мережі — глобальне інформаційне агентство Global Ukraine News і запускатимуть пілотний проект Global Ukraine Business Hub.